# Oskar Schomburg
Heinrich Oskar Schomburg (* 19. August 1897 in Shanghai; † 18. Juni 1973 in Wasserburg am Inn) war ein deutscher Kapitän zur See der Kriegsmarine, u. a. U-Boot-Kommandant und Führer der U-Boote Ost während des Überfalls auf Polen.

## Leben
Oskar Schomburg trat im Oktober 1915 in die Kaiserliche Marine ein und war bis Februar 1916 zur Ausbildung an der Marineschule und auf der Freya. Bis Juni 1916 war er als Seekadett zur Bordausbildung auf der Prinzregent Luitpold. Anschließend besuchte er bis März 1917 weitere Ausbildungskurse, um dann bis Juli 1918 als Wachoffizier auf G 92 eingesetzt zu werden. Er besuchte bis Oktober 1918 einen Lehrgang für Torpedooffiziere. Mit Rangdienstalter vom 13. Dezember 1917 wurde er Leutnant zur See. Bis Kriegsende war er Wachoffizier auf S 146.
Nach dem Krieg wurde er in die Reichsmarine übernommen. Hier wurde er am 1. Januar 1921 Oberleutnant zur See und am 1. Oktober 1928 Kapitänleutnant. 1931 war er zur Verfügung der Inspektion des Bildungswesens der Marine in Kiel gesetzt. Am 2. Oktober 1933 wurde die 2. Minensuchhalbflottille mit fünf M-Booten und einem alten Torpedoboot unter ihm in den Dienst gestellt und die Halbflottille dem Führer der Minensuchboote unterstellt.
Am 1. April 1935 zum Korvettenkapitän befördert, war er 1936 in der Marinehaushaltsabteilung (E) im OKM und zugleich in der Marineausbildungsabteilung (A IV) des Marinekommandoamtes.
Vom 1. Oktober 1938 bis August 1939 war er Kommandant von U 26 und auch zur Verfügung des Führers der U-Boote gesetzt. Als Fregattenkapitän wurde er im August 1939 Führer der U-Boote Ost, eine Dienststelle, welche neu eingerichtet worden war und bereits im Monat darauf wieder aufgelöst wurde. Er war mit zehn U-Booten unter seiner Führung am Überfall auf Polen eingesetzt. Im Oktober 1939 war er Abschnittskommandant Hela und kam dann bis April 1940 als Chef des Stabes zum Befehlshaber der Sicherung der Nordsee. Am 1. Januar 1940 war er zum Kapitän zur See befördert worden. Im April 1940 wurde nach der deutschen Besetzung Norwegens der Admiral der norwegischen Westküste eingerichtet und Schomburg war hier bis April 1941 Chef des Stabes. Er kam bis Februar 1943 als Abteilungschef in die Seekriegsleitung und war dann bis Januar 1945 Chef des Stabes der Sperrwaffeninspektion in Kiel. Von Januar 1945 bis Kriegsende war er als Nachfolger von Konteradmiral Clamor von Trotha Kommandant der Seeverteidigung Bergen. Anschließend war er bis 8. Oktober 1947 in Kriegsgefangenschaft.
Zu den Ereignissen in Bergen schrieb er 1945 das Buch Die Kriegsmarine in den Kämpfen bei der Eroberung des Raumes um Bergen.
Nach dem Krieg war er 1951 Versicherungsmakler in Freiburg.
1926 hatte er Hanna Elisabeth Bauch geheiratet. Nach deren Tod war er verheiratet mit Doris Paula Marianne Schomburg, geb. Hoberg.

## Trivia
Im Jäger des verlorenen Schatzes (1981) wird ein U-Boot mit der Bezeichnung U 26 für den Transport der Bundeslade eingesetzt. Schomburg ist Kommandant des U-Bootes und wird durch Michael Sheard verkörpert.